# Johanna Driest
Johanna Driest (* 10. Februar 1990 in Miami, Florida) ist eine deutsche Schriftstellerin.

## Leben
Johanna Driest ist die Tochter des Schriftstellers und Schauspielers Burkhard Driest. Sie lebte mit ihrer Mutter und ihrem Bruder Julian in Hamburg, wo sie die Internationale Schule besuchte. 2005 entschied sie sich, zu ihrem Vater nach Ibiza zu ziehen, wo sie den englischen Abschluss A-level auf dem Morna International College in Santa Gertrudis de Fruitera machte und Bücher schrieb.
Driest verfasste vier Romane für weibliche Jugendliche.

## Werke
- Crazy for love. Roman. Heyne Verlag, München 2005, ISBN 978-3-453-40115-0.
- Ich will! Roman. Heyne Verlag, München 2006, ISBN 978-3-453-40129-7.
- Das Blaue vom Himmel. Roman. Heyne Verlag, München 2008, ISBN 978-3-453-58041-1.
- Heart beats sex. Roman. Heyne Verlag, München 2011, ISBN 978-3-453-58040-4.